# Orthoxioides ephippiata
Orthoxioides ephippiata es una especie de insecto coleóptero de la familia Chrysomelidae.
Fue descrita científicamente en 1823 por Dalman.